# Boris Kozo-Poljanskij
Boris Michailovitj Kozo-Poljanskij (ryska: Борис Михайлович Козо-Полянский), född 20 januari 1890, död 21 april 1957, var en sovjetrysk botaniker.
Auktorsnamnet Koso-Pol. kan användas för Boris Kozo-Poljanskij i samband med ett vetenskapligt namn inom botaniken; se Wikipediaartiklar som länkar till auktorsnamnet.